# Torvizcón
Torvizcón är en kommun i Spanien.   Den ligger i provinsen Provincia de Granada och regionen Andalusien, i den södra delen av landet, 400 km söder om huvudstaden Madrid. Antalet invånare är 736. Arean är 51 kvadratkilometer. Torvizcón gränsar till Almegíjar, Albondón, Cástaras, Sorvilán, Polopos, Órgiva och La Taha. 
Terrängen i Torvizcón är huvudsakligen kuperad.